# Jorge Castiblanco

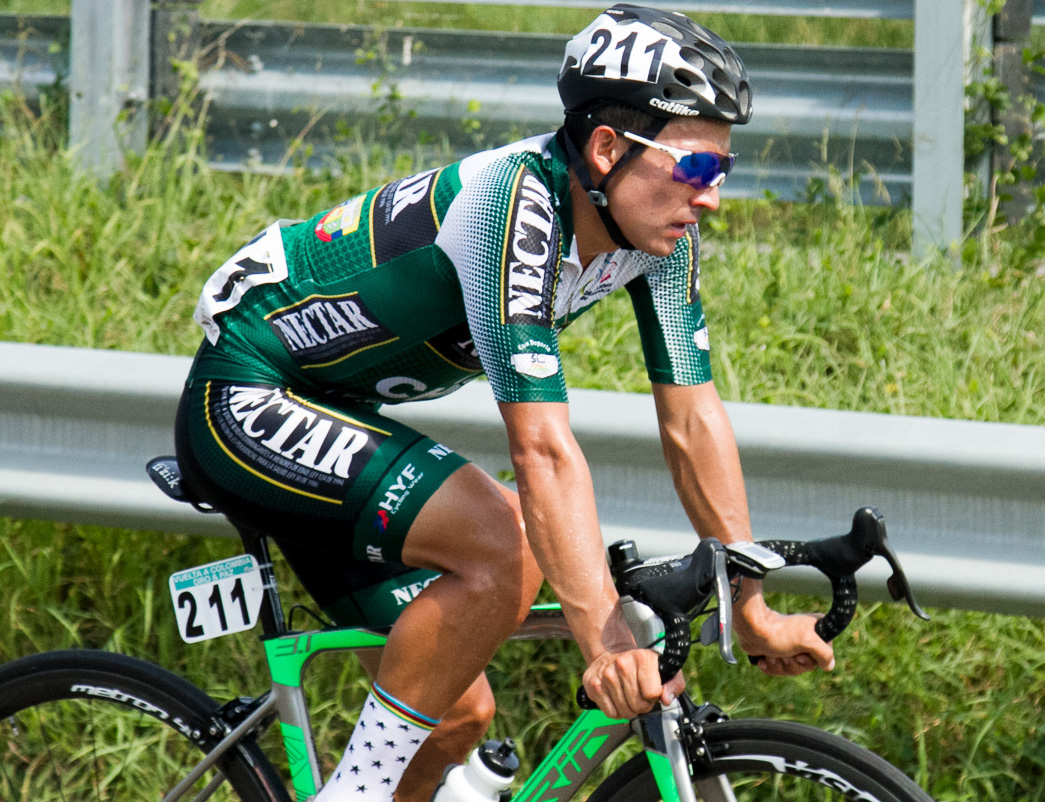
Jorge Castiblanco, 2017

Jorge Camilo Castiblanco Cubides (* 24. November 1988) ist ein kolumbianischer Radrennfahrer.
Castiblanco gewann 2010 eine Etappe und die Punktewertung der Vuelta Ciclista Chiapas.
Ein weiterer internationaler Erfolg gelang ihm 2013 mit einem Etappensieg bei der Tour do Rio. Er wurde 2018 Gesamtvierter des Etappenrennens Thailand-Rundfahrt.

## Erfolge
2011
- eine Etappe und Punktewertung Vuelta Ciclista Chiapas

2013
- eine Etappe Tour do Rio

2014
- Mannschaftszeitfahren Vuelta a Colombia

## Teams
- 2010 SP Tableware
- 2011 Colombia Indeportes
- 2012–2014 EPM-UNE
- 2015 Colombia
- 2016 GW-Shimano
- 2018–2020 Team Illuminate